# Rainbow Creek
L'Estat Independent de Rainbow Creek fou una micronació secessionista d'Austràlia activa durant els anys 1970 i 1980.
Fou fundada com a resultat d'una llarga disputa de compensació entre un grup de grangers de la ciutat de Cowwarr, Victoria, i l'agència del govern de l'estat per a rius i aigües, que fou ideada pels grangers com una manera de donar publicitat a la seva causa.